# Eastjet
Eastjet var en svensk flygresearrangör inriktad på lågprisresor till Thailand.

## Historik
Eastjet grundades 2004 av Robert Peric  och hade Peric som verkställande direktör. Eastjet, som kallades för ett "virtuellt flygbolag", förmedlade flygstolar, medan flygbolaget Orient Thai Airlines stod för de faktiska flygningarna. I oktober 2005 ställdes verksamheten in, bland annat efter att Orient Thai Airlines fått utstå kritik för slitna flygplan och belagts med flygförbud i Danmark. Cirka 3000 kunder hade vid detta tillfälle betalt resor som inte blev av. Eastjet satte av 3 miljoner kronor på ett klientmedelskonto i SEB för att täcka återbetalningar till dessa kunder. Efter en kort tid tog dock Skatteverket 1,9 miljoner av dessa i beslag för att täcka företagets obetalda skatteskulder. Cirka 2000 av kunderna fick därför ingen återbetalning.
Verksamheten i Eastjet, och företagets transaktioner med andra företag, ledde till åtal för ekonomisk brottslighet. Peric  dömdes till flerårigt fängelsestraff för dessa brott.
Konkursen i Eastjet var avslutad 2007.